# Лиу-ле-Монж
Лиу́-ле-Монж (фр. Lioux-les-Monges, окс. Lion las Monjas) — коммуна во Франции, находится в регионе Лимузен. Департамент коммуны — Крёз. Входит в состав кантона Озанс. Округ коммуны — Обюссон.
Код INSEE коммуны — 23110.

## Население
Население коммуны на 2010 год составляло 50 человек.
| 1962 | 1968 | 1975 | 1982 | 1990 | 1999 | 2010 |
| ---- | ---- | ---- | ---- | ---- | ---- | ---- |
| 93   | 98   | 73   | 48   | 40   | 42   | 50   |

## Экономика
В 2010 году среди 30 человек трудоспособного возраста (15—64 лет) 20 были экономически активными, 10 — неактивными (показатель активности — 66,7 %, в 1999 году было 62,5 %). Из 20 активных жителей работали 19 человек (10 мужчин и 9 женщин), безработной была 1 женщина. Среди 10 неактивных 3 человека были учениками или студентами, 6 — пенсионерами, 1 был неактивным по другим причинам.